# Yesterday (kanał telewizyjny)
U&Yesterday – brytyjski kanał telewizyjny, dostępny również w Irlandii, należący do sieci UKTV, w której 50% udziałów ma BBC Worldwide. Został uruchomiony 30 października 2002 roku jako UK History, zastępując kanał Play UK. W latach 2004–2009 nosił nazwę UKTV History, zaś od 2009 działa pod obecną nazwą. 

## Profil programowy
Stacja ma charakter tematyczny i skupia się na programach związanych z historią. Podobnie jak wszystkie stacje UKTV, opiera swoją ramówkę głównie na treściach pochodzących z archiwów BBC, przy czym filmy dokumentalne tego nadawcy są na potrzeby kanału przemontowywane tak, aby ich długość zmniejszyła się ze standardowych 58 minut do 42 minut. Wynika to z faktu, iż główne anteny BBC, finansowane z abonamentu RTV, nie emitują reklam, natomiast w UKTV normą są trzy przerwy reklamowe w każdej godzinie. Uzupełniająco stacja zamawia własne, premierowe produkcje, a także kupuje licencje od innych nadawców krajowych i zagranicznych. 

## Dostępność
Podobnie jak pozostałe dziewięć kanałów UKTV, Yesterday jest dostępne w Wielkiej Brytanii i Irlandii w sieciach kablowych oraz na platformach satelitarnych. Dodatkowo w Zjednoczonym Królestwie kanał można odbierać bezpłatnie w cyfrowym przekazie naziemnym. 